# Skogås (stacja kolejowa)

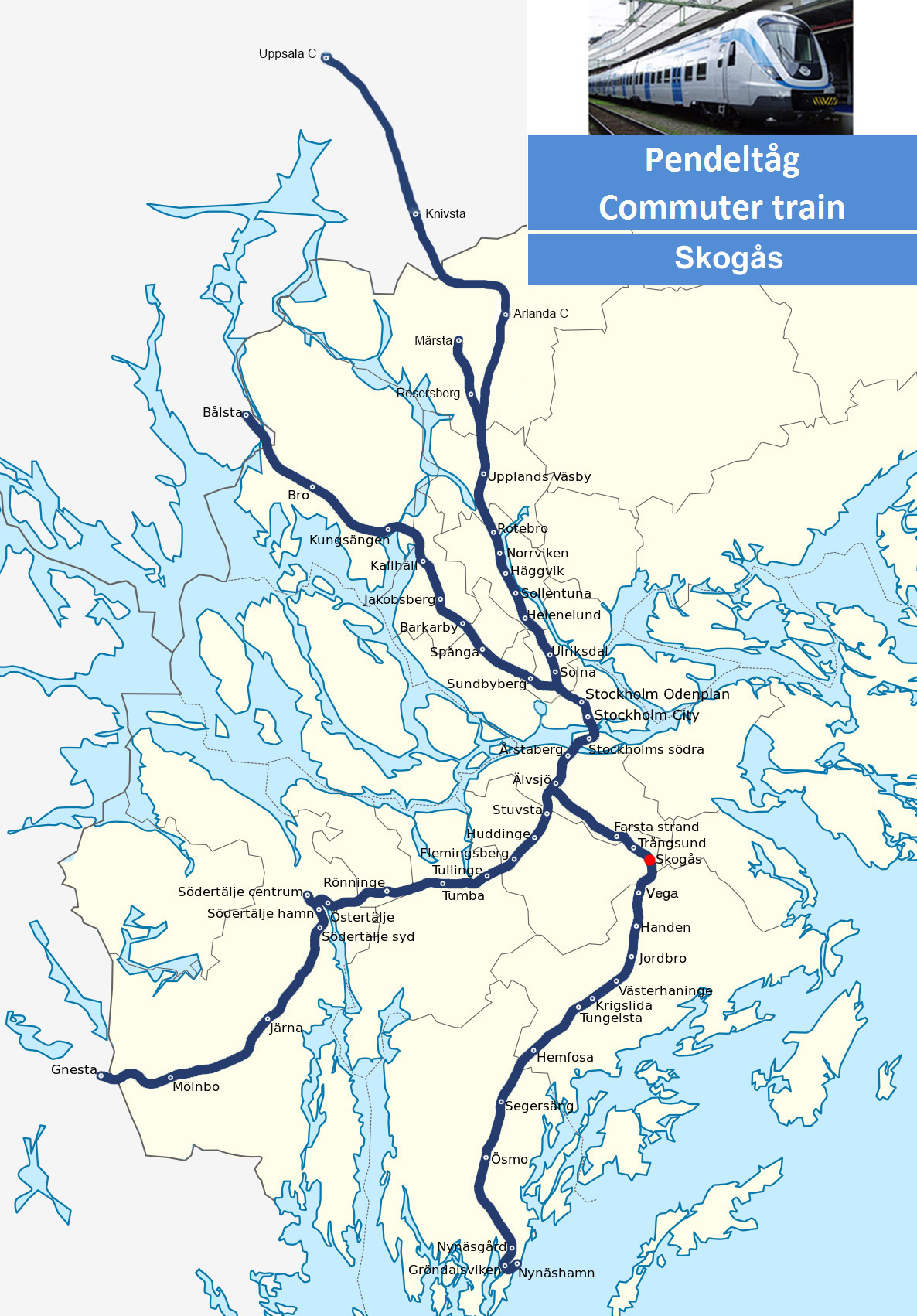
Położenie stacji na sieci Pendeltåg

Skogås – stacja kolejowa w Skogås, w Gminie Huddinge, w regionie Sztokholm, w Szwecji. Znajduje się na Nynäsbanan, 19,9 km od Dworca Centralnego w Sztokholmie. Stacja posiada jeden peron wyspowy z dwoma halami biletowymi. Dziennie obsługuje około 4 100 pasażerów.

## Historia
Niewielki przystanek kolejowy otwarto przez Stockholm-Nynäs Järnvägs AB w 1932 roku. Został przeniesiony 400 metrów na północ w 1967 roku. Został ponownie przebudowany na stację w 1972 roku. 

## Linie kolejowe
- Nynäsbanan